# Спасательный конец Александрова
Спаса́тельный коне́ц Алекса́ндрова — средство для оказания помощи утопающим. Представляет собой плавучий тонкий корабельный трос длиной около 30 м, с петлёй диаметром около 40 см и двумя поплавками яркого-оранжевого цвета.

## История
Сконструирован и предложен в 1914 году матросом спасательной службы из Выборга (Великое княжество финляндское, Российская империя, ныне — Ленинградская область, РФ) Василием Александровым.
Первоначальная конструкция отличалась от современной использованием материалов тех лет (линя из растительных материалов, пробковых поплавков, обшитых брезентом) и утяжелителя из свинца (около 200 г). В дальнейшем, для их изготовления начали использовать более дешёвые, прочные и долговечные синтетические материалы (так, трос начали изготавливать из полипропилена).
В 1980-е годы свинцовый утяжелитель был исключён из конструкции ввиду травмоопасности для спасаемого и заменён мешочком с песком.

## Использование
Спасательный конец используется на маломерных судах, а также на спасательных постах (в зонах купания, на пляжах). Является обязательной принадлежностью при сертификации в ГИМС байдарок и надувных лодок.
Спасатель забрасывает утопающему конец с петлёй, оставляя противоположный конец себе. Благодаря плавучести полипропилена линь держится на поверхности воды. Утопающий берётся за петлю руками или надевает её себе под мышки, после чего спасатель подтягивает его к судну. Поплавки при этом дополнительно поддерживают человека на плаву, в некоторой степени являясь слабым подобием спасательного жилета (плавучесть 1,4 кг).

## Похожие альтернативы

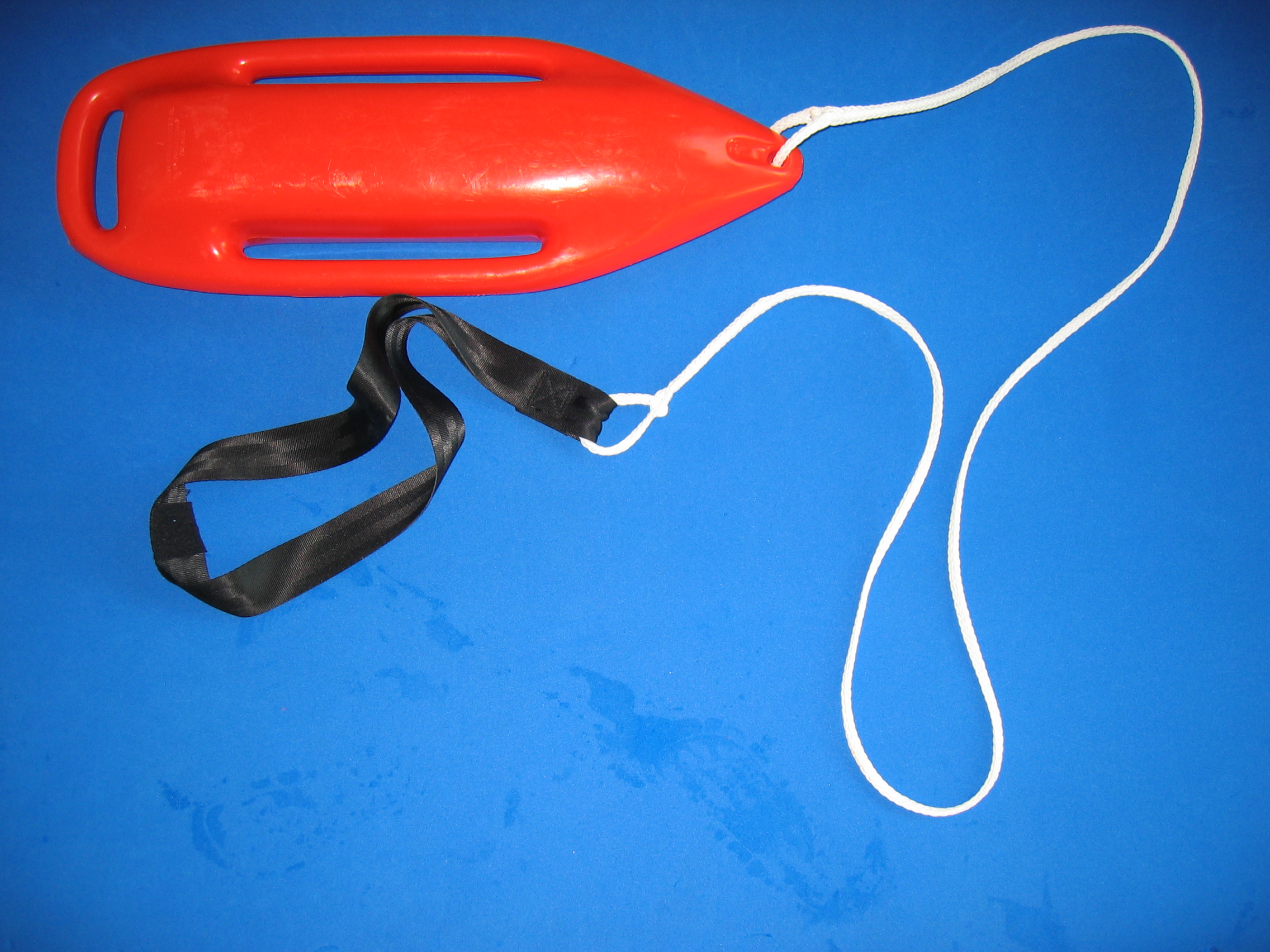
спасательный буй
Турист тренируется в метании спасательного конца «морковка»